# 山形ハワイドリームランド
山形ハワイドリームランド（英：Yamagata Hawaii Dreamland）は、山形県山形市にかつて存在したレジャー施設。

## 概要
山形日産自動車会長の今野金治郎が中心となり、山形市蔵王飯田にて温泉が湧出することに着目し温泉を用いたハワイ調のレジャーランド建設計画を着想し、1966年6月に北日本物産や日産観光サービスなどの出資により「山形県観光綜合開発」を設立、1966年9月に着工し、1.65万平米の敷地を開発し1967年7月に開業。
1968年4月には動物園も設置され、1969年時点では年間で約22万人の入場客を受け入れ、日帰り客が9割を占め冬季営業も行っていたが夏季の来場者が大半を占めていた。
1969年には山交ランド（現・リナワールド）が開業し来場客数が減少、1971年12月14日には経営不振に伴いソ連人剥製業者によりライオン2頭・トラ1頭・ヒョウ1頭・シマウマ等計10頭を射殺、これにより非難を受け閉鎖となった。

## 施設
建設にあたっては黒川紀章が設計を担当、メタボリズムの思想に基づき延床面積5,758平米で鉄筋コンクリート造一部鉄骨造の吊り構造を用い、細胞をイメージして直線がほぼなく不定形的な曲線を描いた構造とし、環状の本館に飲食施設やホテル・中庭や周辺敷地にプールや温泉施設、内側の円筒形シャフトに階段やトイレを配し、本館同様の不定形的な棟を複数建設する案も構想されていた。
1階
- 喫茶室
- 厨房
- 更衣室・シャワー室
- 売店
- 入場券売り場
- 管理室
- お好みコーナー
- 水族館（約70種を飼育）
- フラワーボート
- ティーカップ
- 動物園（本館外縁部 ライオン、ヒョウ、クマ、インドゾウなど約270点を飼育）
- 大食堂

2階
- ホテル
- 大広間（120畳）
- ラウンジ（3箇所）
- 会議室（60席）
- ゲームコーナー
- ボウリング場（4レーン）
- サウナ風呂
- ラウンジ
- 熱帯温泉大浴場（500名収容）

屋上
- ゾウさん電車
- ミニスポーツカー

中庭
- 変形プール
- 観覧車[2]
- サル山